# Robert Howe
Robert «Bob» Howe (Sydney, 3 d'agost de 1925 − Santa Ana, Califòrnia, Estats Units, 30 de novembre de 2004) va ser un tennista australià.
En el seu palmarès té 29 títols individuals i divuit de dobles masculins. Malgrat haver aconseguit molts títols individuals i en dobles masculins, els seus majors èxits van ser en la modalitat de dobles mixts, on va aconseguir quatre títols de Grand Slam i quatre finals més. En dobles masculins també va ser finalista de torneigs de Grand Slam en tres ocasions.

## Torneigs de Grand Slam

### Dobles masculins: 3 (0−3)
| Resultat  | Núm. | Any  | Torneig                      | Parella   | Oponents                   | Marcador           |
| --------- | ---- | ---- | ---------------------------- | --------- | -------------------------- | ------------------ |
| Finalista | 1.   | 1958 | Internationaux de France     | Abe Segal | Ashley Cooper Neale Fraser | 6−3, 6−8, 3−6, 5−7 |
| Finalista | 2.   | 1959 | Australian Championships     | Don Candy | Rod Laver Robert Mark      | 7−9, 4−6, 2−6      |
| Finalista | 3.   | 1961 | Internationaux de France (2) | Bob Mark  | Roy Emerson Rod Laver      | 6−3, 1−6, 1−6, 4−6 |

### Dobles mixts: 8 (4−4)
| Resultat  | Núm. | Any  | Torneig                      | Parella           | Oponents                           | Marcador        |
| --------- | ---- | ---- | ---------------------------- | ----------------- | ---------------------------------- | --------------- |
| Finalista | 1.   | 1956 | Internationaux de France     | Darlene Hard      | Thelma Coyne Long Luis Ayala       | 6−4, 4−6, 1−6   |
| Guanyador | 1.   | 1958 | Australian Championships     | Mary Bevis Hawton | Angela Mortimer Peter Newman       | 9−11, 6−1, 6−2  |
| Finalista | 2.   | 1958 | Internationaux de France (2) | Lorraine Coghlan  | Shirley Bloomer Nicola Pietrangeli | 6−8, 2−6        |
| Guanyador | 2.   | 1958 | Wimbledon Championships      | Lorraine Coghlan  | Althea Gibson Kurt Nielsen         | 6−3, 13−11      |
| Guanyador | 3.   | 1960 | Internationaux de France     | Maria Bueno       | Ann Haydon-Jones Roy Emerson       | 1−6, 6−1, 6−2   |
| Finalista | 3.   | 1960 | Wimbledon Championships      | Maria Bueno       | Darlene Hard Rod Laver             | 11−13, 6−3, 6−8 |
| Finalista | 4.   | 1961 | Wimbledon Championships (2)  | Edda Buding       | Lesley Turner Fred Stolle          | 9−11, 2−6       |
| Guanyador | 4.   | 1962 | Internationaux de France (2) | Renée Schuurman   | Lesley Turner Fred Stolle          | 3−6, 6−4, 6−4   |